# Pai Mu Tan

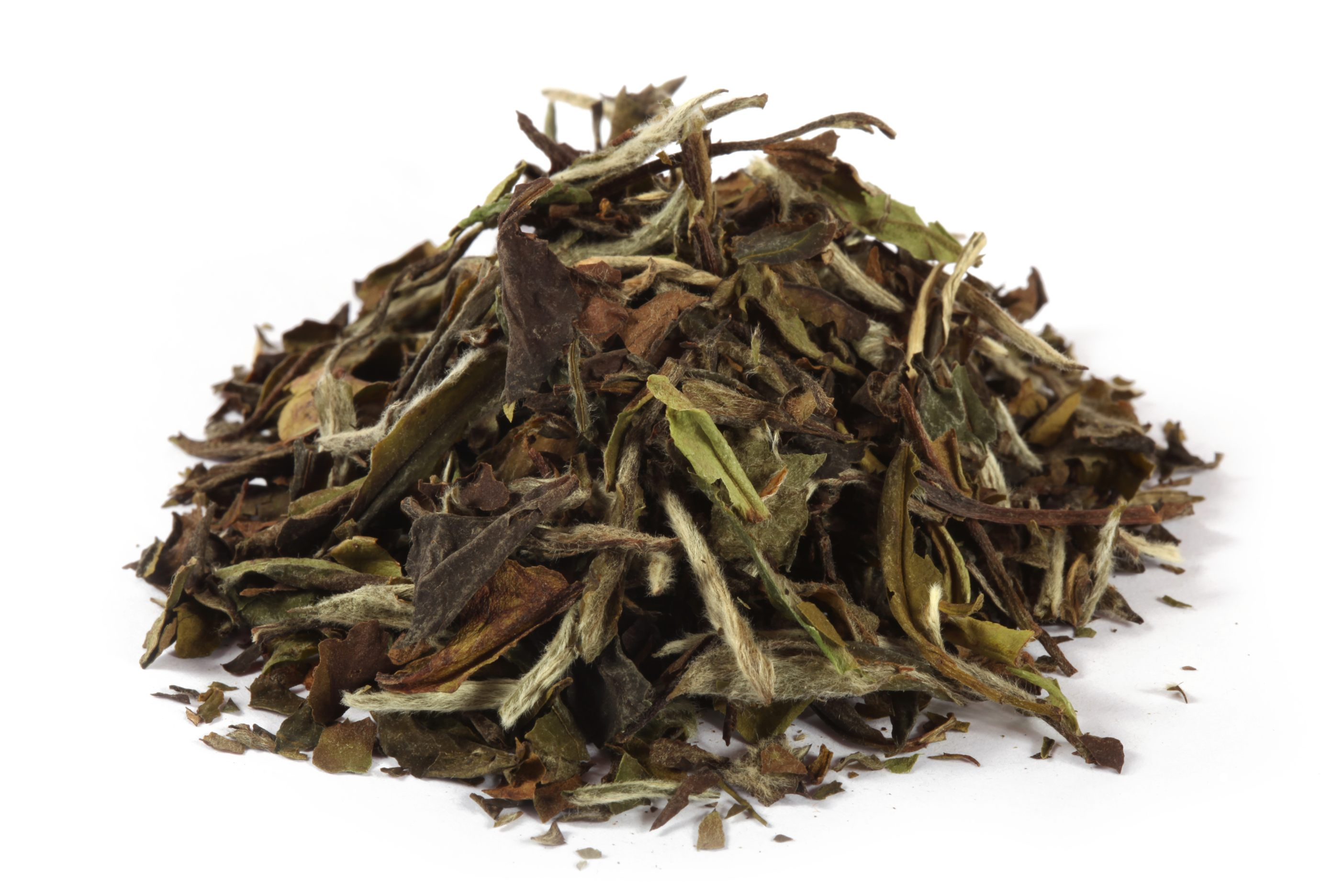
Sypaný čaj Pai Mu Tan

Pai Mu Tan (Bai Mudan, 白牡丹) je druh bílého čaje pocházející z čínské provincie Fu-ťien. Název znamená Bílá pivoňka a je inspirován legendou o víle stejného jména. První zmínka o této odrůdě pochází z roku 1922. Čaj se sklízí na počátku jara, pochází z tipsů s dvěma horními mladými lístky, pokrytými jemným bílým chmýřím. Ty se suší na slunci, přičemž se nesvinují, takže nedochází k fermentaci. Čaj se zalévá nepříliš tvrdou vodou o teplotě okolo 80 °C, mohou se připravit nejméně tři nálevy. Tekutina má světle jantarovou barvu a nasládlou, lehce květinovou až oříškovou chuť, vzhledem k nízkému obsahu kofeinu se hodí k celodennímu pití.